# 보이즈 러브 게임
보이즈 러브 게임은 미소년(정확히 말하면 재패니메이션 스타일의 소년)들을 두 명 이상 큰 비중으로 등장시켜 이들의 관계, 접촉, 상호 작용 에 초점을 맞추는 일본식 비디오 게임이다.

## 특징
대부분은 18급 PC게임이지만 게임기로 이식되는 경우도 많다. DC판 《Fragrance Tale ~프래그런스 테일~》이 (2001년 7월에 발매되어 처음으로 이식되었다. 그 뒤 소니체크가 완화됨에 따라 발매된 PS판 《왕자님 LV1》(2002년 3월)등을 거쳐, 2006년에는 PS2판으로 이식이 대세가 되었다. 한편 콘솔 게임이 오리지널인 작품은 《별의 마호로바》이며, 이러한 작품는 극히 일부분이다.
동인게임의 제작은 비교적 성행하고 있으며, 그 중에는 휴대판으로 이식된 작품(《아카시아 거리 1번지》나, 유명성우를 채용한 작품(Ritz Soft의 저작품)이 포함되어 있는 것이 특징이라고 할 수 있다.

## 역사
상업용 게임 소프트에 있어 BL요소는, 남성향 미소녀 게임에서 하나의 시나리오로 표현 된 것이 기원이라 할 수 있다.
- 1990년대 발표된 미소녀 게임에서는 극히 일부분의 작품에 BL적인 묘사가 존재하고 있다. 그 예로 1993년 10월에 액티브가 발매한 《if2》에 수록된 《역시 장미가 좋아》, 1996년 3월에 쟈니스(일본 성인게임 회사)에서 발매한 《졸업여행》등을 들 수 있다. 하지만, 공략대상 캐릭터 중에 남성이 1~2인 포함되어 있는 것뿐, BL은 어디까지나 시나리오 분기 중의 하나에 지나지 않는다.
- 이시다 미키에 의하면 보이즈 러브 게임의 효시는 《BOY×BOY ~사립 코료학원 세이신 기숙사》라고 한다.[1]
- 2000년 3월 앨리스소프트가 설립한 여성향 레이블 앨리스 블루가 첫 번째 작품 《숨은달》(PC 전연령)을 발매.
- 동년 8월, 유니존시프트의 자매브랜드 플라티나 레이블이 《좋아하는 것은 좋으니까 어쩔수 없어!!》시리즈 제 1부 〈FIRST LIMIT〉(PC 18금)을 발매. 이 작품은 남녀의 성묘사가 포함되어 있지 않은 여성향 게임이다.
- 2001년 3월 앨리스 블루의 두 번째 작품 《왕자님 LV1》(PC전연령+18금 추가 디스크) 발매.
- 위에 서술한 초창기 작품이 유저를 꾸준히 늘린 결과, 2002년 후반기에는 《학원헤븐》《신무의 새》외에 화제작·대작을 포함한 BL게임 발매가 러쉬를 이루었다.

이후 신규 브랜드의 증가나 작품의 다양화, TV 애니메이션화 등 미디어 믹스 전개가 활발하게 이루어지는 경향과, 일부 작품이 개발 중지되거나, 2004년 7월 유력브랜드인 앨리스 블루의 활동정지등과 같은 축소경향이 혼재하며 현재에 이르고 있다.

## 주요 보이즈 러브 게임
- 《내 밑에서 발버둥쳐라》
- 《소년들의 병동》
- 《수트를 벗은 뒤》
- 《스키쇼》
- 《신무의 새》
- 《아포크리파 제로》
- 《왕자님의 레벨》 시리즈
- 《학원 헤븐》
- 《귀축 안경》
- 《토가이누의 피》
- 《라멘토》
- 《어이쿠! 왕자님》
- 《원죄(寃罪)》

## 같이 보기
- 비주얼 노벨
- 연애 시뮬레이션 게임
- 에로게
- BL (장르)